# Esther Bottomley
Esther Bottomley (Terang, 8 febbraio 1983) è un'ex fondista australiana.

## Biografia
In Coppa del Mondo ha esordito il 16 dicembre 2003 in Val di Fiemme (46ª). Ha gareggiato prevalentemente in Australia New Zealand Cup, il circuito di sci di fondo dell'Oceania, aggiudicandosi quattro volte il trofeo.
In carriera ha partecipato a tre edizioni dei Giochi olimpici invernali, Torino 2006 (52ª nella sprint), Vancouver 2010 (50ª nella sprint) e Soči 2014 (61ª nella 10 km, 56ª nella sprint), e a sette dei Campionati mondiali (44ª nella sprint a Oslo 2011 il miglior piazzamento).

## Palmarès

### Australia New Zealand Cup
- Vincitrice dell'Australia New Zealand Cup nel 2009, nel 2011, nel 2012 e nel 2013
- 47 podi:
  - 28 vittorie
  - 12 secondi posti
  - 7 terzi posti